# Thia-4-pentanal
Thia-4-pentanal, methional of 3-methylthiopropanal is een toxische organische verbinding met als brutoformule C4H8OS. De stof komt voor als een kleurloze vloeistof met een zeer sterke en extreem onaangename reuk. De geurdrempel ligt bij 0,00036 mg/m³. Ze is goed oplosbaar in water.
De stof is in kleine hoeveelheden ook aangetroffen in sommige planten en voedingswaren. Bepaalde bacteriën zijn in staat om 3-methylthiopropanal te synthetiseren.

## Synthese
Thia-4-pentanal wordt industrieel bereid door de gekatalyseerde additiereactie van acroleïne aan methaanthiol. Als katalysator wordt meestal een organische base gebruikt, bijvoorbeeld een tertiair amine, in combinatie met een zuur dat fungeert als hulpkatalysator en dat de vorming van ongewenste nevenproducten, met name de polymerisatie van acroleïne, tegenhoudt.
De productie van deze stof gebeurt onder andere bij Evonik Degussa in Antwerpen.

## Toepassingen
Vrijwel alle thia-4-pentanal dat geproduceerd wordt (ongeveer 485.000 ton in 2000), is een tussenproduct bij de productie van synthetisch DL-methionine, dat een diervoedersupplement is, en van 2-hydroxy-4-(methylthio)butaanzuur dat een methionine-substituut is in diervoeders. Een zeer kleine hoeveelheid (ongeveer 360 kg/jaar) wordt gebruikt als smaakstof in voeding en tabak.

## Toxicologie en veiligheid
De stof ontleedt bij verbranding of bij contact met hete oppervlakken, met vorming van giftige dampen. Thia-4-pentanal reageert met sterk oxiderende stoffen, sterke zuren en sterke basen.
De stof is sterk irriterend voor de ogen, de huid en de luchtwegen.